# Distrikt Tingo
Der Distrikt Tingo ist einer der 23 peruanischen Distrikte, aus denen die Provinz Luya in der Region Amazonas besteht.
„Tingo“ wird in Quechua der Ort genannt, an dem zwei Flüsse zusammenfließen. Der Distrikt hat eine Fläche von 102,67 km². Die Einwohnerzahl lag beim Zensus 2017 bei 1265.

## Geographische Lage
Im Norden grenzt der Distrikt Tingo an den Distrikt Colcamar, im Osten an den Distrikt Levanto und den Distrikt Magdalena (beide Provinz Chachapoyas), im Südosten an den Distrikt San Juan de Lopecancha, im Südwesten an den Distrikt María und im Westen an den Distrikt Longuita.
Das Dorf Tingo besteht aus zwei Teilen. Der eine Teil ist Tingo Viejo („altes Tingo“). Dieser Teil liegt direkt am Fluss Utcubamba. Er ist ein wichtiger Verkehrsknotenpunkt für Reisen nach Pisuquía, nach Leimebamba und nach Kuelap. Außerdem beherbergt er einen Polizeikontrollpunkt, der speziell zur Eindämmung des illegalen Transportes von Coca eingerichtet wurde.
Der zweite Teil ist Tingo Nuevo (neues Tingo). Er wurde gegründet, nachdem in den 90er Jahren ein Erdrutsch, ausgelöst von einem Erdbeben, das Tal des Utcubamba verschüttet hatte, so den Fluss aufstaute und das Dorf unter den Wassermassen begrub.
Der wohl berühmteste Teil von Tingo ist die Festung Kuelap.
Das Fest des Dorfheiligen in Tingo findet vom 8. bis zum 9. September statt.

## Dörfer und Gehöfte im Distrikt Tingo
- Tingo Nuevo
- Tingo
- Shupalin
- Granero
- Celcas
- Mojon
- San Miguel de Velapata
- Golomia
- Mitopampa
- Huamantianga
- Nogalcucho
- Kuélap
- Huaytapampa
- Pumachaca
- Sauco
- Clarín
- Sicsi